# Karīmābād-e Tehrānchī
Karīmābād-e Tehrānchī (persiska: كَريمابادادِ تِهرانچی, كَريمابادادِ قَوام, کریم آباد تهرانچی, Karīmābādād-e Tehrānchī) är en ort i Iran.   Den ligger i provinsen Teheran, i den centrala delen av landet, 24 km sydost om huvudstaden Teheran. Karīmābād-e Tehrānchī ligger 990 meter över havet och antalet invånare är 804.
Terrängen runt Karīmābād-e Tehrānchī är platt åt sydväst, men åt nordost är den kuperad.Runt Karīmābād-e Tehrānchī är det tätbefolkat, med 297 invånare per kvadratkilometer. Närmaste större samhälle är Qarchak, 9,2 km söder om Karīmābād-e Tehrānchī. Trakten runt Karīmābād-e Tehrānchī består till största delen av jordbruksmark.